# Sỏi phân
Sỏi phân là khối sỏi tiêu hoá được hình thành từ phân.  Đó là tình trạng phân cứng lại thành các cục có kích thước khác nhau và có thể xảy ra ở bất kỳ vị trí nào trong đường ruột nhưng thường thấy ở ruột già (ruột kết). Sỏi phân thường hay xảy ra trong ruột thừa và đôi khi đồng thời với viêm ruột thừa.
Khối sỏi cũng có thể gây tắc nghẽn ống dẫn tinh. Sỏi phân có thể hình thành thứ phát sau tình trạng ứ phân.
U phân (fecaloma) là một dạng phân nặng hơn và một khối u cứng có thể được coi là một khối phân vón khổng lồ. Thuật ngữ này từ tiếng Hy Lạp líthos có nghĩa là "sỏi".

## Tổng quan
Sỏi phân thường gặp trong thực hành lâm sàng. Tuy nhiên, các biến chứng nặng như xuất huyết, thủng ruột, lồng ruột và tắc ruột không phổ biến. Mức độ vôi hóa và sự hiện diện của vật liệu rắn xác định độ cứng của phân.
Những trường hợp xác định có sỏi phân thường được chỉ định điều trị với những phương pháp như thụt, tháo (disimpaction) kỹ thuật số, chế độ ăn ít chất xơ, dùng thuốc xổ và thuốc nhuận tràng. Nếu những cách này không hiệu quả, phân có thể được phá vỡ bằng các phương pháp nội soi như tia nước và tán sỏi cơ học trước khi phẫu thuật cắt bỏ.

## Chẩn đoán
- Chụp CT